# Csador

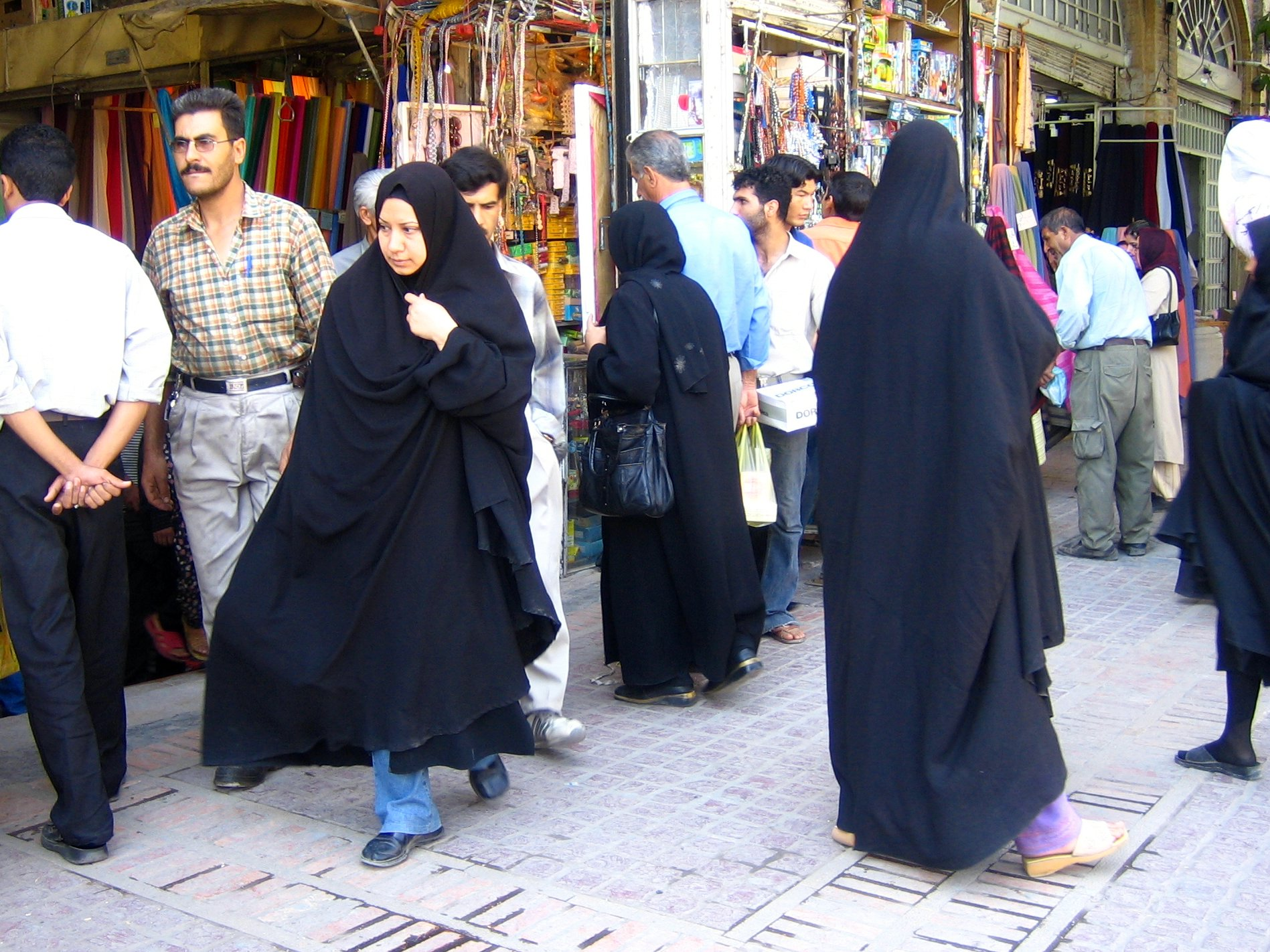
Nők csadorban. Siráz, 2005

A csador (perzsa چادر – čâdor, magyarosan csádor) egy külső ruhanemű, amit főleg az iráni muszlim nők hordanak, mellyel be tudják tartani az iszlám hidzsáb öltözködésre vonatkozó törvényét.

## Jellemzése és viselése
A csador a viselője teljes magasságára szabott, félkör alakú, ujjkivágás nélküli anyagdarab, amelynek nyitott az eleje. A derék köré tekerve zárják össze viselői. A hagyomány szerint a csadort fejkendővel (rusæri), blúzzal (pirhan) és szoknyával (doman) vagy nadrág felé felvett szoknyával (shælvar) hordták. Az arcot egy hosszú, négyszög alakú fehér fátyollal fedték be, mely a szemeket még szabadon hagyta. Manapság a csadorhoz már nem hordanak fátylat. Saját otthonukban a nők levetették a csadort, és könnyebb anyagokból készült, hűvösebb ruhákat hordtak.
A csador megújulása előtt kerülték a fekete szín használatát, mivel ez a szín összefüggésben áll a halállal és a temetésekkel. Előnyben részesítették a fehéret és a világosabb színeket. A jelenlegi iráni kormány, Khomeini ajatollah tanításait követve, a fekete színt ismeri el a csador illendő színének, habár néhány nő még mindig előnyben részesíti a mintás, világosabb darabokat. Idősebb vidéki asszonyok lenézőnek tartják a modern divatot, és néhány fiatal nő is szívesen hordja a vidámabb, színesebb csadorokat.

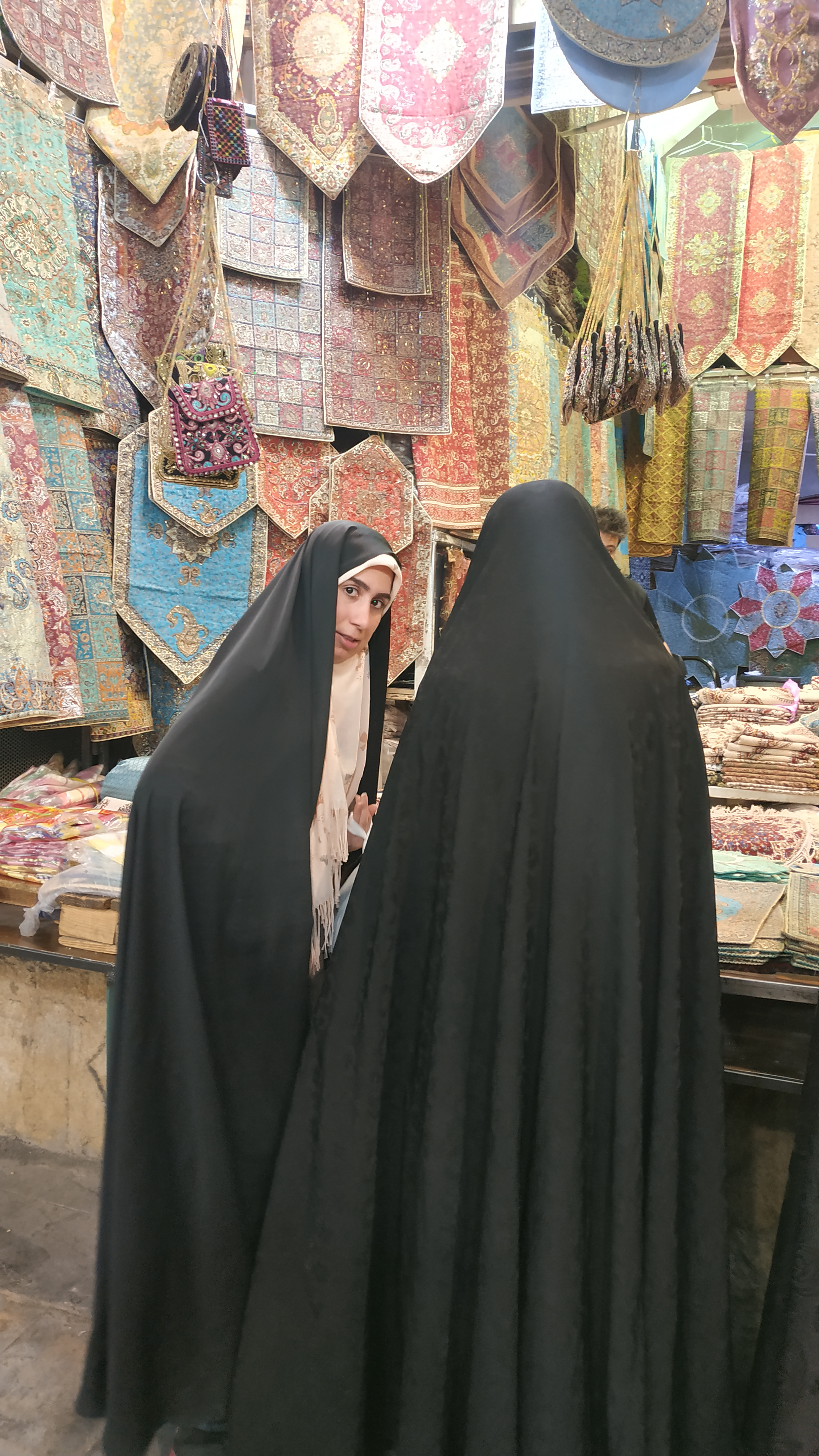
Nők csadorban. Siráz, 2019

Az iráni nők számára nem kötelező a csador viselése, ám hordásával megőrzik jó hírnevüket és az iszlámmal szembeni áhítatosságot. Továbbá teljesítik a hatóságok szerény öltözködést előíró követelményeit egy hosszú fejkendő és felöltő hordásával, melynek el kell takarnia a kezeket és lábakat is. Az idő múlásával a fejkendők többet és többet láttatnak viselője hajából, amint a felöltők is jobban idomulnak a viselőjük alakjához. Manapság színes kivitelben is kezdenek elterjedni.

## A csador története
El-Guindi, a hidzsáb történetéről szóló könyvében, a csador viselésének eredetét perzsa hagyománynak tartja az ókori Mezopotámiából, ahol a tekintélyes nők használhattak csak fátylat, prostituáltaknak és szolgálóknak viszont tilos volt. A fátyol jelezte a társadalmi ranglétrán való elhelyezkedést. Úgy hisszük, hogy ezt a hagyományt átvették az ősi perzsa uralkodóház, az Akhaimenida-dinasztia uralkodói, és ily módon rejtették el feleségüket és ágyasaikat a kíváncsi tekintetek elől.
A csador viseléséről nem maradtak fenn képes dokumentumok az iszlám megjelenése előtti időszakból. Wolfgang Bruhn és Max Tilke könyvében (1941, A Pictorial History of Costume) található egy rajz, amelyet egy i. sz. 5. századi achaemenid domborműről másoltak át, és egy nőt ábrázol arca alsó részét takarva a feje köré tekert hosszú ruhadarabbal. Ez a fátyol használatának egyik bizonyítéka, ám nem a csadoré. Valószínű, hogy a fátyolhordás hagyománya időszakokon át folytatódott, bár erről kevés képes dokumentum tanúskodik. A felsőosztálybeli görög és bizánci nőket szintén elzárták a nyilvánosság elől. El-Guindi szerint a hidzsáb az ókori mediterrán és közép-ázsiai hagyományok folytatásából keletkezett. A muzulmán nőktől elvárták a fátyol viselését a jó hírük érdekében.
Nem tisztázott, hogy a csador mikor vette fel jelenlegi formáját. A 18. és 19. századbeli európai látogatók képes feljegyzésein már láthatunk nőket csadort és fehér fátylat viselni, ám valószínű, hogy ez annál régebbi viselet. Reza Pahlavi sah 1936-ban betiltotta a csadort, mivel összeférhetetlennek tartotta a modernizációval kapcsolatos kitűzéseivel.
Mir-Hosseinit El-Guindi idézi: „A rendőrök letartóztatták a fátylat viselő nőket, és fátylukat erőszakkal is eltávolították arcuk elől.” Ez az eljárás megalázta a síita hivatalnokokat, sőt sok átlagos nőt is, akiknek „a nyilvánosság előtti megjelenés elfedésük nélkül egyenlő volt a meztelenséggel.” „Ezt az eljárást örömmel fogadták a nyugatiasodott és felsőosztálybeli nők és férfiak, mert első lépésként tekintették a nők jogainak elismeréséhez.” Ebben az időszakban a csador viselése inkább hátrányokkal járt, mint előnyökkel (akadály a társadalmi ranglétrán való előrehaladásban, elegáns hotelek elutasították a csadorban megjelenő vendégeket…).
Az új Iszlám Köztársaság kormánya 1980-tól megszabta, mit illik a nőknek a nyilvánosság előtt viselniük; ezúttal visszaállítva a fátyol hordását. A járőröző erkölcsrendészet rákényszerítette a – gyakran vonakodó – nőket a hidzsáb viselésére. A törvény szigorú betartását főleg az iráni forradalom utáni években követelték. A revolúciós lelkesedés csillapodása és a növekvő népi kiábrándulás a teokratikus rezsimből sokban változtatott a hidzsabról szóló törvényen.